# Prestige Records
Prestige Records — одна из крупных звукозаписывающих компаний, основанная в 1949 году. В 2005 году была куплена компанией Concord Records. Компания основана
Бобом Вейнстоком.

## История
В 1948 году Вейнсток открыл в Нью-Йорке магазин коллекционной музыки, причём магазин располагался напротив известного клуба Metropole Jazz Club. Вейнсток часто сталкивался с музыкантами, репетировавшими и отдыхавшими в клубе; так ему пришла мысль предлагать этим музыкантам записываться за деньги. Запись производилась в доме
Руди Ван Гелдера, ставшего впоследствии известным специалистом в области звукозаписи.
Офис компании располагался в Нью-Йорке. В течение первого года компания называлась «New Jazz», но затем сменила название на «Prestige Records». Лейбл Prestige Records работал с такими известными музыкантами, как Майлз Дэвис, Джон Колтрейн, Сонни Роллинз, Телониус Монк.
В течение 1950—1960-х за звукозапись в компании отвечал инженер Руди Ван Гелдер. В ранние 1950-е роль продюсера иногда выполнял Ира Гилтер. В 1958 году работы начинающих музыкантов начали выпускаться под лейблом «New Jazz» (старым названием Prestige Records). Также в 1960-х Prestige Records создаёт дочернюю компанию Bluesville Records. В этот период Вейнсток перестаёт заниматься непосредственным руководством процессом записи и нанимает Криса Албертсона, Оззи Кадену, Эсмонда Эдвардса, Дона Шлиттена, а также продюсера Боба Портера. В эти годы с лейблом работают такие музыканты, как Яки Бьярд, Эрвин Букер.